# Du riechst so gut ’98
«Du riechst so gut ’98» (с нем. — «Ты пахнешь так хорошо ’98») — шестой сингл группы Rammstein.
Сингл вышел 17 апреля 1998 года, через несколько месяцев после релиза второго альбома Sehnsucht.
Песня звучит так же, как и оригинал, за исключением того, что вступление стало короче. Она рассказывает о хищнике, который находится в поиске жертвы и включает в себя тему безумия и одержимости охотника.

## Видеоклип
Действие разворачивается в XVIII или XIX веке. Гроза. Девушка торопится на маскарад, но по дороге она остановилась и вытерла пот платочком (на котором была вышита красная роза), который затем случайно уронила на землю. Этот платочек подбирает Флаке, который является оборотнем. Так он и пытается вынюхать девушку. Следы приводят оборотня в замок. Пауль заглядывает в окно, Шнайдер ищет её на балу, Тилль находит в саду, заходит к девушке в комнату, они начинают раздеваться, и… Тилль превращается в стаю волков. Затем Рихард в платье девушки возвращается на бал. Люди ошеломлены. Потом Рихард превращается в 6 волков, которые выпрыгивают через окно в комнате девушки. Волки превращаются в участников группы. А в конце клипа девушка тоже становится оборотнем.
Видео снимали с 20 по 25 апреля в Бабельсбергском замке XVIII века в Потсдаме. В съёмках принимала участие Майя Мюллер. Этот клип стал самым дорогим в истории группы.

## Список композиций
| №  | Название                                                                  | Длительность |
| -- | ------------------------------------------------------------------------- | ------------ |
| 1. | «Du riechst so gut '98»                                                   | 4:24         |
| 2. | «Du riechst so gut» (Remix by Faith No More)                              | 1:58         |
| 3. | «Du riechst so gut» (Remix By Günter Schulz - KMFDM & Hiwatt)             | 4:07         |
| 4. | «Du riechst so gut» (Remix By Sascha Konietzko - KMFDM)                   | 4:47         |
| 5. | «Du riechst so gut» (Remix By Olav Bruhn - Bobo In White Wooden Houses)   | 4:45         |
| 6. | «Du riechst so gut» (Remix By Sascha Moser - Bobo In White Wooden Houses) | 3:53         |
| 7. | «Du riechst so gut» (Remix By Jacob Hellner - Marc Stagg)                 | 4:34         |
| 8. | «Du riechst so gut» ('Migräne' Remix By Günter Schulz - KMFDM)            | 5:18         |

## Над синглом работали
- Тилль Линдеманн — вокал
- Рихард Круспе — соло-гитара, бэк-вокал
- Пауль Ландерс — ритм-гитара, бэк-вокал
- Оливер Ридель — бас-гитара
- Кристоф Шнайдер — ударные
- Кристиан Лоренц — клавишные